# Place Saint-Sernin
La place Saint-Sernin (en occitan : plaça de Sant Sernin) est une place de Toulouse, chef-lieu de la région Occitanie, dans le Midi de la France. Elle se situe dans le quartier Arnaud-Bernard, dans le secteur 1 - Centre.

## Situation et accès

### Voies rencontrées
La place Saint-Sernin rencontre les voies suivantes, dans l'ordre des numéros croissants :
1. Rue Émile-Cartailhac
2. Rue Adolphe-Félix-Gatien-Arnoult
3. Rue des Cuves-Saint-Sernin
4. Rue Merly
5. Rue Saint-Bernard
6. Rue Bellegarde
7. Rue du Taur
8. Rue des Trois-Renards

### Transports
La place Saint-Sernin n'est pas directement desservie par les transports en commun Tisséo. La navette Ville, qui jusqu'en 2019 en faisait le tour, la contourne désormais à l'ouest par la rue des Trois-Renards. La station de métro la plus proche est, en passant par la rue Saint-Bernard, la station Jeanne-d'Arc, sur la ligne  du métro.
Il existe plusieurs stations de vélos en libre-service autour de la place Saint-Sernin ou dans les rues voisines : les stations no 32 (2 place Saint-Sernin), no 33 (11 rue Henri-Béraldi), no 55 (2 rue Adolphe-Félix-Gatien-Arnoult) et no 56 (1 rue Merly).

## Odonymie
La place tient naturellement son nom de l'ancienne abbaye, dont la basilique est le prestigieux témoignage, qui en occupait l'emplacement. Si le nom de la place se rencontrait déjà au XIIe siècle, il ne désignait alors qu'une étroite place rectangulaire qui se trouvait au sud de la place actuelle, face à la rue du Taur, au-devant de la porte Miègeville. À l'est, au chevet de l'église abbatiale et face à la rue Saint-Bernard se trouvait une place du même nom puisque s'y élevait le collège Saint-Bernard (emplacement de l'actuel no 21), construit entre à la fin du XIIIe siècle pour les religieux cisterciens de l'abbaye de Grandselve. À l'ouest, face au portail occidental de l'église, se trouvait une place triangulaire, désignée comme la place Saint-Raymond, du nom de l'hôpital, puis du collège qui la bordait au sud (musée Saint-Raymond, actuel no 1 ter). De la place partait, au nord, une rue qui rejoignait la rue Adolphe-Félix-Gatien-Arnoult, et qui était connue comme la rue des Papillons, à cause du collège fondé par Pierre de Papillon au début du XVIe siècle (emplacement de l'actuel no 1).
Lors du dégagement de la place actuelle, au milieu du XIXe siècle, le nom de Saint-Sernin a fait disparaître les autres. Au début du XXIe siècle, les travaux d'aménagement ont été l'occasion d'attribuer de nouveaux noms à plusieurs espaces de la place Saint-Sernin. En 2015, l'espace de l'ancienne place Saint-Raymond est devenu le parvis Saint-Jean-Paul-II, en hommage à Karol Wojtyła (1920-2005), pape sous le nom de Jean-Paul II, béatifié en 2014. En 2020, l'allée qui fait le tour du chevet de la basilique est baptisée du nom du Père-Marie-Antoine, en hommage à Léon Clergue (1825-1907), père Marie-Antoine en religion, prêtre capucin, impliqué dans le développement du pèlerinage de Lourdes, parfois surnommé l'« apôtre du Midi ».

## Patrimoine et lieux d'intérêt

### Basilique Saint-Sernin
Classé MH (1840),.

### Lycée Saint-Sernin
Le lycée Saint-Sernin est un des plus anciens lycées de la ville. Il est fondé en 1882 comme lycée de jeunes filles, mais son histoire est plus ancienne, et il regroupe des bâtiments construits entre la fin du XVIIIe siècle et le début du XXIe siècle. En 1817, Antoinette Deschamps, une ancienne religieuse feuillantine, fonde avec une vingtaine de religieuses une communauté de bénédictines de l'adoration perpétuelle du Très-Saint-Sacrement, afin d'ouvrir un pensionnat et une école pour jeunes filles. Elle fait l'acquisition de l'ancien hôtel Dubarry, un hôtel particulier construit en 1777 pour Jean-Baptiste Dubarry, le beau-frère de la favorite de Louis XV, Mme du Barry, exilé à Toulouse depuis la mort du roi en 1774, qui avait acquis plusieurs maisons et terrains entre la place Saint-Raymond (emplacement de l'actuel no 1 bis) et la rue de la Chaîne (emplacement des actuels no 8-12). Au milieu du XIXe siècle, les bénédictines font construire un nouveau couvent entre la place Saint-Raymond (actuel no 1) et la rue de la Chaîne (actuel no 8), qui comprend une chapelle et des logements pour les religieuses.
- no  1 : gymnase Saint-Sernin et bâtiment Bénédictines. 
La chapelle et le bâtiment Bénédictines sont élevés entre 1850 et 1855 par les bénédictines[8]. Le bâtiment Bénédictines est constitué de plusieurs corps de bâtiment. Le premier corps de bâtiment ne compte qu'une seule large travée, encadrée de larges dosserets reliés par une plate-bande, qui se retrouve sur la façade de l'hôtel Dubarry. Le deuxième corps de bâtiment est large de trois travées. La façade s'élève sur quatre niveaux : un rez-de-chaussée, deux étages et un niveau de comble percé de lucarnes. Un simple cordon sépare le rez-de-chaussée des étages[9].

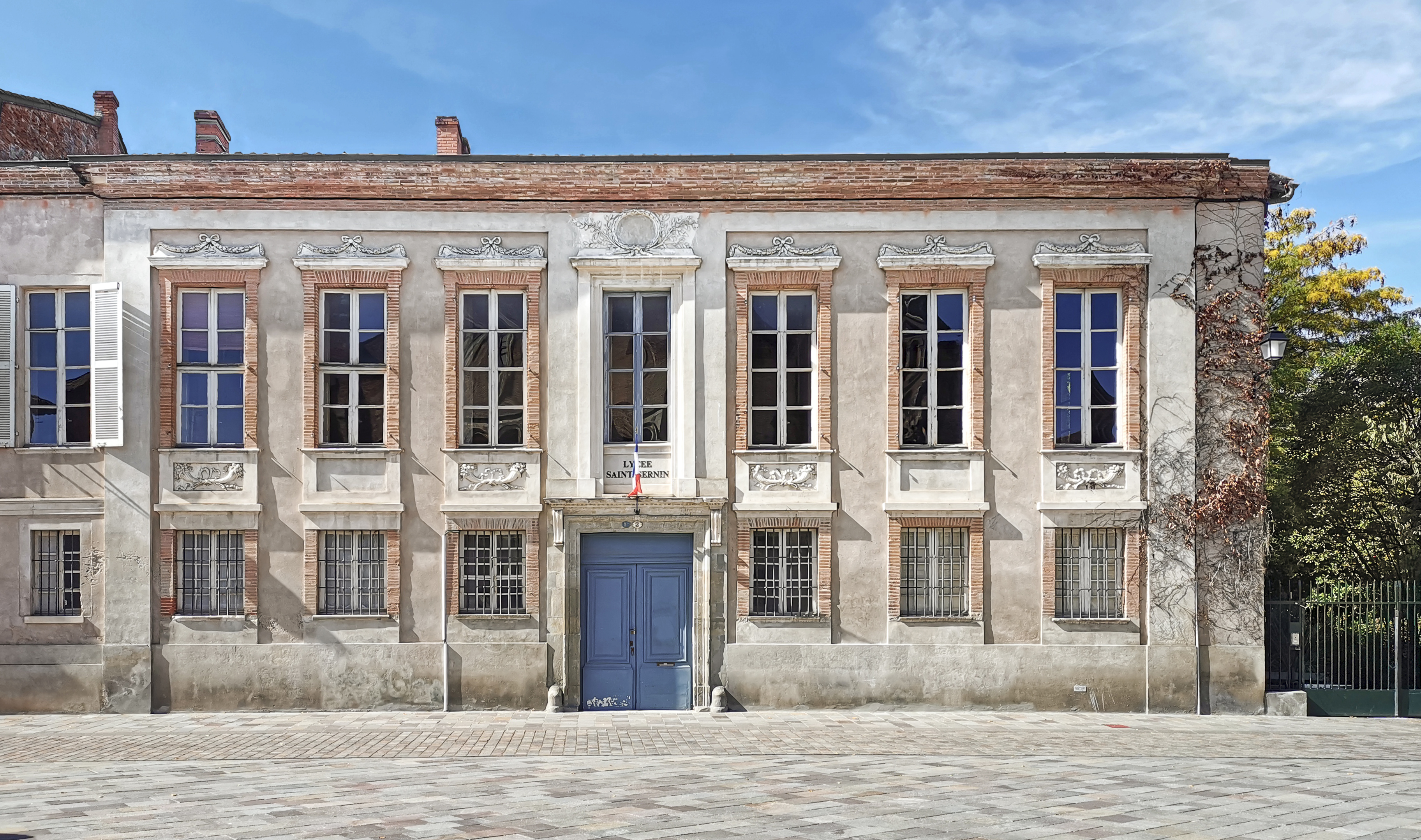
no 1 bis : la façade de l'hôtel Dubarry.

- no  1 bis : hôtel Dubarry.  Classé MH (1984, façades et toitures, grand escalier d'honneur et pièces suivantes avec leur décor : au rez-de-chaussée ancienne salle à manger, au 1er étage galerie, salle des professeurs, salle des colonnes, boudoir, salle à manger et salon, grand salon)[10]. 
L'hôtel Dubarry présente sur la place une façade néo-classique symétrique, longue de sept travées et encadrée de dosserets reliés par une plate-bande, qui s'élève sur deux niveaux. Au rez-de-chaussée, le portail qui s'ouvre dans la travée centrale est surmonté d'une large corniche moulurée à denticules soutenue de consoles. À l'étage, les fenêtres, rectangulaires et surmontées d'une corniche, concentrent l'essentiel du décor sculpté en staff. La fenêtre centrale est surmontée d'une couronne de lauriers, tandis que les fenêtres latérales ont un décor de cornes d'abondance sous l'allège, et de guirlandes de laurier nouées au-dessus de la corniche. L'élévation est surmontée d'une large corniche moulurée. À l'arrière, l'hôtel donne sur un jardin[9]

- no  3-3 bis : lycée Saint-Sernin[9].

### Musée Saint-Raymond

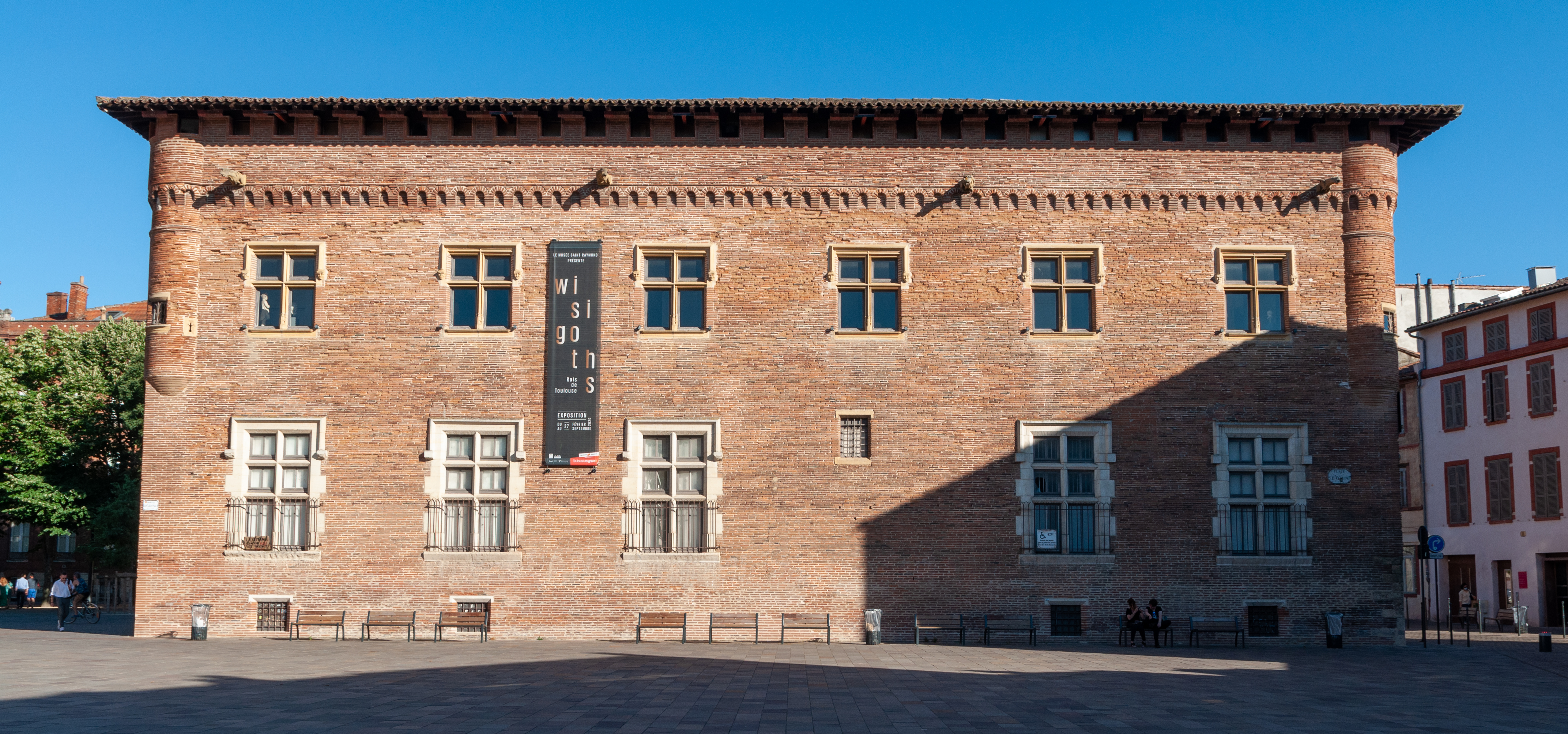
no 1 ter : la façade du musée Saint-Raymond.

- no  1 ter : hôpital, puis collège Saint-Raymond ; musée Saint-Raymond.  Classé MH (1975, collège Saint-Raymond)[11],[12].

### Immeubles
- no  1 : emplacement du collège Papillon ; immeuble ; maison des mutilés[13].

- no  8 : immeuble. 
L'immeuble est construit dans la deuxième moitié du XVIIIe siècle. La façade, de style néoclassique, s'élève sur trois niveaux séparés par des cordons. Un escalier de quatre marches monte au rez-de-chaussée surélevé. La porte est surmontée d'une corniche et d'une table. L'élévation est surmontée d'une large corniche moulurée[14].

- no  16 : immeuble Bergès. 
L'immeuble de rapport, qui s'élève à l'angle de la rue Saint-Bernard, est construit en 1908 par l'architecte Georges Masquet pour le compte de M. Bergès. Le bâtiment, de style éclectique, présente un plan en L, autour d'une cour intérieure. La façade est remarquable pour son utilisation de la pierre de taille. Le rez-de-chaussée, occupé par un café, est éclairé par de grandes ouvertures rectangulaires. Les deux premiers étages sont réunis par des pilastres colossaux et percés de hautes fenêtres doubles, mises en valeur par leur chambranle et leur agrafes sculptés, des lambrequins en fonte et des balconnets aux garde-corps à motifs géométriques, également en fonte. Le 2e étage est surmonté d'un entablement orné de triglyphes et d'une corniche à denticules. Les 3e et 4e étage correspondent à une surélévation de l'immeuble réalisée en 1973[15].

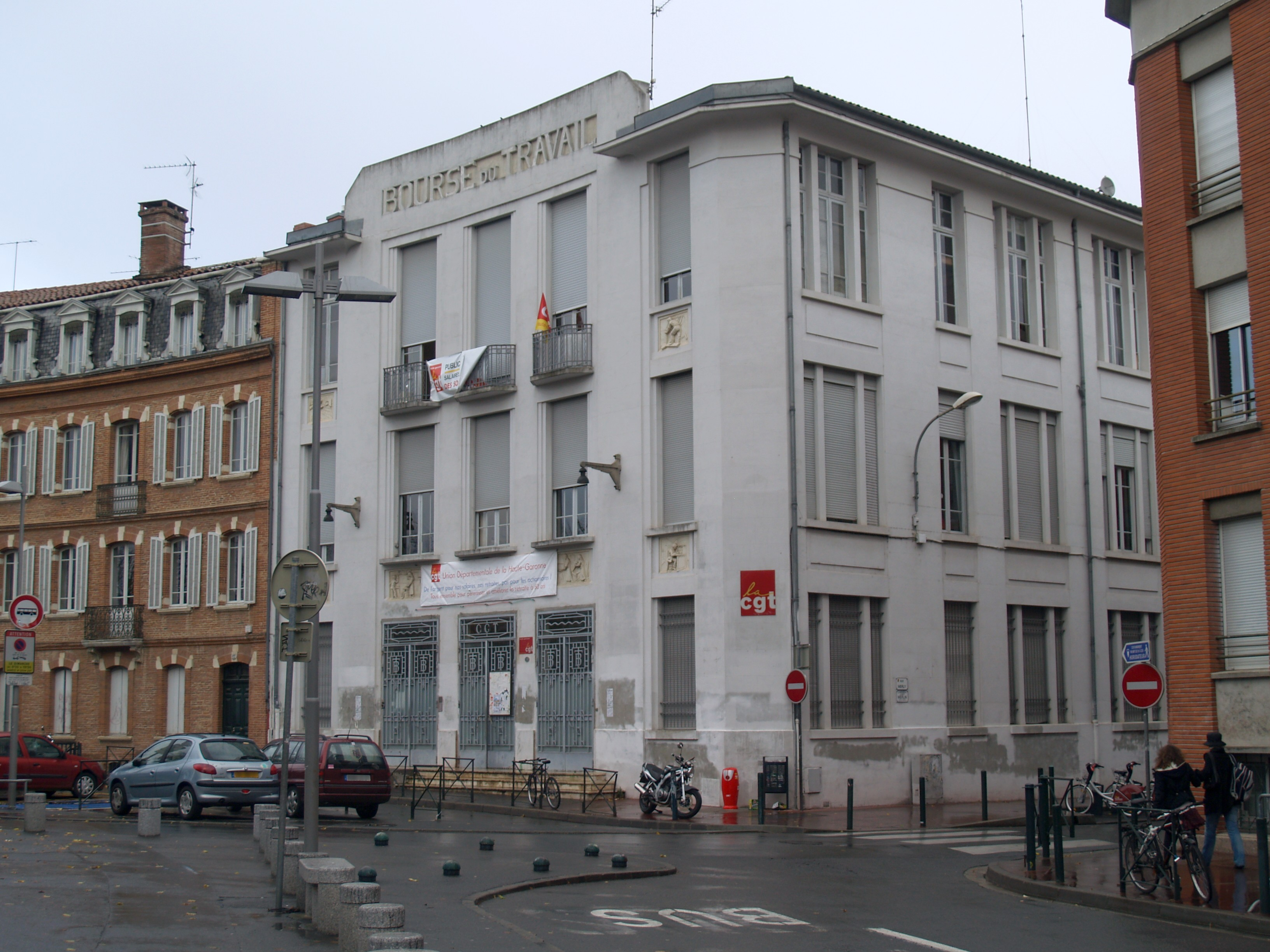
no 19 : la bourse du travail, à l'angle de la rue Merly.

- no  19 : bourse du travail. 
La bourse du travail est construite entre 1929 et 1931 sur décision du conseil municipal dirigé par Étienne Billières, qui fait appel à l'architecte de la ville, Jean Montariol. Elle s'élève à l'emplacement d'un bâtiment plus ancien, inauguré en 1892, qui accueillait déjà l'Union des syndicats de la Haute-Garonne et des cours professionnels pour les enfants. S'il reste la propriété de la ville, son usage en est dévolu aux syndicats toulousains[16]. Le nouveau bâtiment est inauguré le 10 mai 1931, en présence de Léon Jouhaux, secrétaire général de la Confédération générale du travail (CGT)[17]. Il abrite encore les sièges des sections départementales de plusieurs syndicats, tels la Confédération générale du travail, Force ouvrière, mais aussi une bibliothèque et des archives, et les locaux de la radio Mon Païs. 
Le bâtiment est représentatif de l'architecture Art déco. Il possède une ossature en béton avec un remplissage de briques, couverte d'un enduit en ciment imitant la pierre. La façade principale, sur la place Saint-Sernin, est symétrique. Elle s'organise autour des trois travées centrales, en légère saillie. Au rez-de-chaussée, un escalier monte jusqu'aux trois portes, qui ont conservé leur huisserie en ferronnerie aux motifs géométriques entourant les monogrammes CGT et BT. Au 1er étage, les fenêtres sont décorées sous l'allège de bas-reliefs en grès flammé illustrant les métiers : un atelier de  forgerons à gauche, un atelier de menuisiers à droite. Au centre, trois personnages évoquent l'Agriculture, la Science et l'Industrie. Au 2e étage, les fenêtres ouvrent sur des balcons étroits qui ont des garde-corps en fer forgé. Au-dessus, les travées centrales sont surmontées d'un attique où est sculpté en haut-relief l'inscription « BOURSE DU TRAVAIL ». Les travées latérales sont plus étroites. Aux étages, les fenêtres ont également, sous l'allège, des bas-reliefs : un ébéniste et un boulanger à gauche, un employé de bureau et un charpentier à droite. L'édifice est couvert d'une toiture de tuiles, qui a remplacé en 1989 une toiture en terrasse « couvraneuf », constituée d'une chape étanche en asphalte souple collé par un mastic plastique et couverte de bitume[18],[19].